# Fontwork
Fontwork est une fonctionnalité de OpenOffice.org qui permet d'insérer des textes graphiques dans un document writer, calc, impress et draw. Elle est très utilisée pour afficher un titre de façon stylée.
Il est à noter que l'enregistrement utilisant fontwork de documents depuis OpenOffice.org vers un fichier de format MS Office réencode l'image fontwork en wordart, ce qui lui assure une bonne interopérabilité.